# Poiana
Poiana es un género de vivérridos conocidos como linsangs africanos y oyans.
Son pequeños carnívoros nocturnos que se alimentan de ardillas y otros roedores, aves pequeñas, lagartos e insectos. Su tamaño aproximado es de 30 cm de longitud corporal, excluyendo la cola que tiene casi la misma longitud. Sus cuerpos son largos, con miembros cortos. Son de color amarillento con manchas negras. 

## Especies
Se reconocen las siguientes:
- Poiana leightoni Pocock, 1908
- Poiana richardsonii (Thomson, 1842)